# Eda-Ines Etti
Ines, właśc. Eda-Ines Etti (ur. 26 maja 1981 w Haapsalu) – estońska piosenkarka, reprezentantka Estonii podczas 45. Konkursu Piosenki Eurowizji w 2000 roku.

## Kariera muzyczna

### 2000: Konkurs Piosenki Eurowizji iHere for Your Love
Eda-Ines Etti rozpoczęła swoją karierę w 2000 roku, biorąc udział w estońskich eliminacjach do 45. Konkursu Piosenki Eurowizji – Eurolaul 2000, w których wystąpiła z utworem „Once in a Lifetime” autorstwa Pearu’a Paulusa, Ilmara Laisaara, Alara Kotkasa i Jany Hallas. Ostatecznie wygrała finał selekcji, zdobywając największą liczbę 98 punktów od komisji jurorskiej i zostając reprezentantką Estonii podczas Konkursu Piosenki Eurowizji organizowanego w Szwecji. Wokalistka wystąpiła podczas koncertu finałowego imprezy i zajęła w nim czwarte miejsce, zdobywając łącznie 98 punktów. W tym samym roku Ines wydała swój debiutancki album studyjny pt. Here for Your Love, na którym znalazła się m.in. eurowizyjna propozycja, oraz otrzymała trzy statuetki podczas gali wręczenia estońskich nagród muzycznych (Eesti Muusikaauhinnad) w kategoriach: „Artystka roku” oraz „Najlepszy radiowy/taneczny utwór roku” (za piosenkę „Once in a Lifetime”).

### 2001-05:15 magamata öödiUus päev

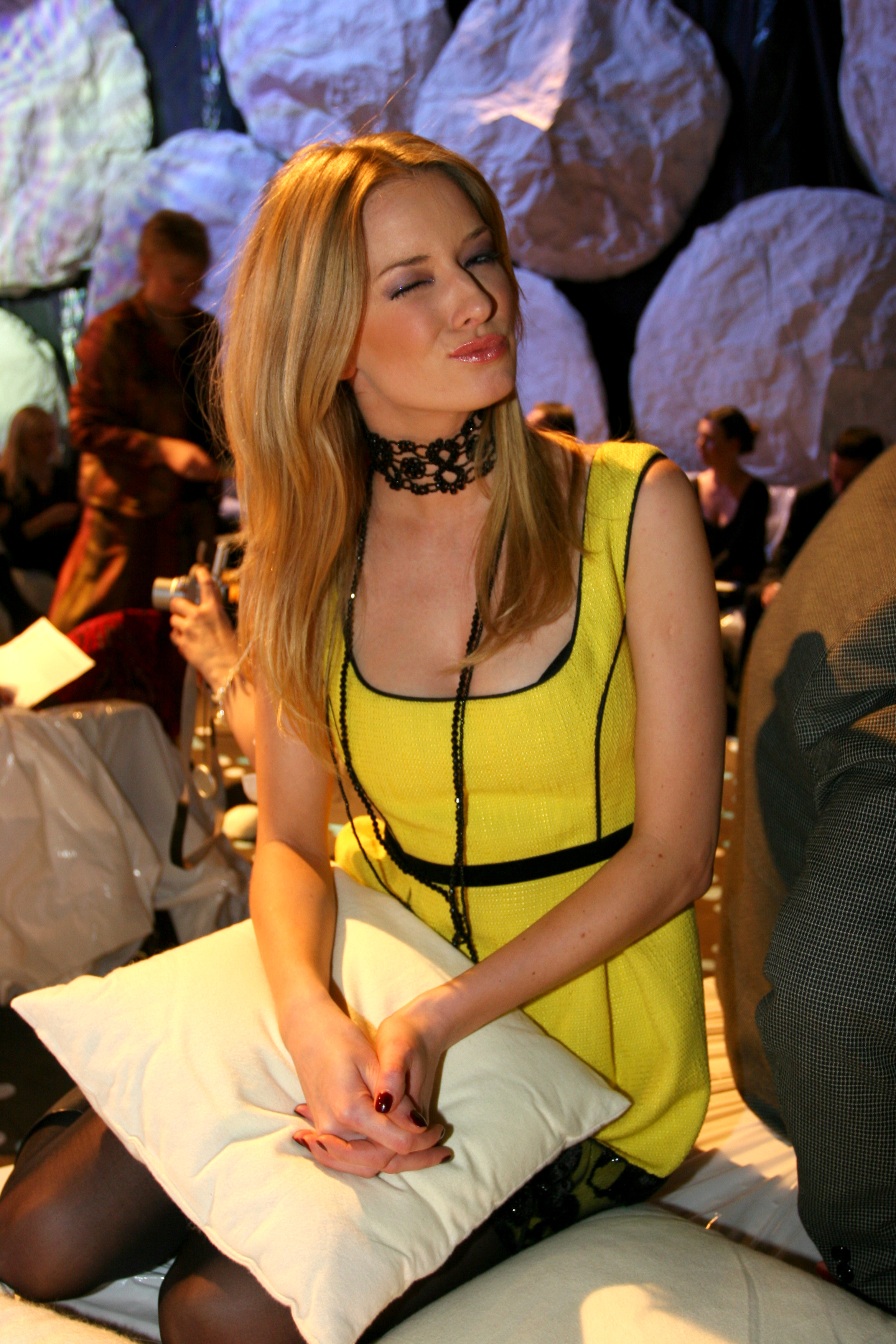
Ines podczas eurowizyjnych selekcji Eurolaul 2007

Pod koniec 2001 roku Ines nagrała wersję demonstracyjną utworu „Runaway”, który został napisany przez Paulusa, Laisaara i Kotkasa na potrzeby estońskich selekcji Eurolaul 2002. Pomimo doniesień, wokalistka nie została jednak wykonawczynią piosenki podczas koncertu eliminacyjnego, tłumacząc swoją decyzję brakiem chęci ponownego startu w konkursie (singiel zaśpiewała wówczas Sahlene, która wygrała z nim finał selekcji). W lutym wokalistka wystąpiła gościnnie w finale słoweńskich eliminacji eurowizyjnych EMA 2002. W tym samym roku miała zagrać koncert dla żołnierzy w Doboj w Bośni i Hercegowinie, jednak z powodu ataków terrorystycznych w Afganistanie musiała przenieść datę występu.
W 2004 roku ukazała się jej druga płyta zatytułowana 15 magamata ööd, która otrzymała wyróżnienie w kategorii „Album roku” podczas gali Eesti Muusikaauhinnad. Tytułowy singiel z płyty został nagrodzony tytułem „Utworu roku”, natomiast sama wokalistka została okrzyknięta „Artystką roku”. W tym samym roku Ines zaczęła nagrywać ze swoim zespołem, w którego skład weszli: jej brat, Ivo Etti (gitara basowa), Siim Mäesalu (fortepian), Erki Pärnoja (gitara) i Magnus Pajupuu (perkusja). Ich pierwsza wspólna płyta pt. Uus päev ukazała się w grudniu tego samego roku.
W 2005 roku poprowadziła finał selekcji Eurolaul 2005 razem z Marko Reikopem.

### Od 2006:Kustutame vead,Kas kuuled mindiKiusatus
W 2006 roku Ines zdecydowała się na ponowny udział w estońskich eliminacjach eurowizyjnych, podczas których wykonała utwór „Iseendale” i zajęła ostatecznie drugie miejsce w końcowej klasyfikacji. Rok później wzięła udział w selekcjach z piosenką „In Good and Bad”, z którą zajęła szóste miejsce, a w grudniu wydała swój czwarty album studyjny zatytułowany Kustutame vead, dzięki któremu otrzymała nominację do statuetki Eesti Muusikaauhinnad 2008 w kategorii „Artystka roku”.
W lutym 2008 roku prowadziła finał eliminacji Eurolaul 2008, a w listopadzie wygrała pierwszą edycję programu Laulud tähtedega, będącego krajową wersją formatu Just the Two of Us, występując w parze z Naczelnym Dyrektorem Generalnym IBM Estonia, Valdo Randperem. W listopadzie 2009 roku ukazała się jej kolejna płyta w karierze zatytułowana Kas kuuled mind, a maju 2011 – Kiusatus.
W 2010 i 2012 roku zasiadła w komisji jurorskiej selekcji Eesti laul.

## Życie prywatne
Etti związana była z estońskim wokalistą i zwycięzcą 46. Konkursu Piosenki Eurowizji w 2001 roku – Tanelem Padarem. Para rozstała się w 2002 roku.

## Dyskografia

### Albumy studyjne
| Rok  | Tytuł                                        |
| ---- | -------------------------------------------- |
| 2000 | Here For Your Love - Wydawca: 2QS Production |
| 2004 | 15 magamata ööd - Wydawca: Bulldozer         |
| 2005 | Uus päev - Wydawca: Bulldozer                |
| 2007 | Kustutame vead - Wydawca: Bulldozer          |
| 2009 | Kas kuuled mind - Wydawca: Hitivabrik        |
| 2011 | Kiusatus - Wydawca: A. Le Coq                |